# Prognathodes falcifer
Prognathodes falcifer is een  straalvinnige vissensoort uit de familie van koraalvlinders (Chaetodontidae). De wetenschappelijke naam van de soort is voor het eerst geldig gepubliceerd in 1958 door Hubbs & Rechnitzer.
De soort staat op de Rode Lijst van de IUCN als niet bedreigd, beoordelingsjaar 2009.